# شان وینگ
شان وینگ (به انگلیسی: Sean Wing) یک خواننده و بازیگر فیلم و تلویزیون آمریکایی است.

## فیلم‌ها
- قهرمان ده اینچی[۳] در نقش تد
- ۹۰۲۱۰ در نقش نیک (نقش دوره ای)
- سلام خانم‌ها در نقش گلن (نقش دوره ای)
- مردم زیبا در نقش کریس (نقش دوره ای)
- دوباره تو